# Aleksa
Aleksa je moško osebno ime.

## Izvor imena
Aleksa je različica moškega imena Aleksander.

## Pogostost imena
Po podatkih Statističnega urada Republike Slovenije je bilo 1. januarja 2024 v Sloveniji število moških oseb z imenom Aleksa: 235.

## Osebni praznik
Osebe z imenom Aleksa lahko godujejo takrat kot osebe z imenom Aleksander.